# Bahnhof Doai
Der Bahnhof Doai (jap. 土合駅 Doai-eki) ist ein Bahnhof auf der japanischen Insel Honshū. Er wird von der Bahngesellschaft JR East betrieben und befindet sich in der Präfektur Gunma auf dem Gebiet der Gemeinde Minakami. Doai liegt an der Jōetsu-Linie inmitten des Mikuni-Gebirges und besteht aus einem oberirdischen Teil aus dem Jahr 1931 sowie einem 1967 eröffneten Tunnelbahnhof. Letzterer befindet sich im 13,5 km langen Shin-Shimizu-Tunnel und ist nur über 486 Treppenstufen erreichbar. Er liegt über 70 Meter unter dem Boden und damit tiefer als jeder andere Bahnhof Japans.

## Verbindungen
Doai ist ein Zwischenbahnhof an der Jōetsu-Linie der Bahngesellschaft JR East, die Takasaki in der Präfektur Gunma mit Nagaoka in der Präfektur Niigata verbindet. Aufgrund der geringen Bevölkerungsdichte entlang des Gebirgsbahnabschnitts beschränkt sich das Angebot (Stand: 2024) auf sechs Zugpaare täglich zwischen Minakami und Nagaoka. Hinzu kommt an Wochenenden ein Ausflugszug von Ōmiya nach Echigo-Yuzawa und zurück.

## Anlage
Der Bahnhof steht fernab jeglicher Besiedlung am Südfuß des 1977 m hohen Bergs Tanigawa-dake im Mikuni-Gebirge – genauer im Bergtal des Yubiso, eines Zuflusses des Tone, auf dem Gebiet der Gemeinde Minakami. Die Talstation der Tanigawadake-Seilbahn ist knapp einen Kilometer entfernt. Die Anlage ist von Südosten nach Nordwesten ausgerichtet und besteht aus zwei Teilen mit jeweils einem Gleis. An der Oberfläche, unweit des Südportals des Shimizu-Tunnels, halten die südwärts fahrenden Züge an einem 653,7 m T.P. hoch gelegenen Seitenbahnsteig. Über 70 Höhenmeter darunter, auf 583 m T.P., halten die nordwärts fahrenden Züge im 13,5 km langen, ebenfalls eingleisigen Shin-Shimizu-Tunnel. Da die im Tunnelbahnhof weilenden Fahrgäste mitunter mit Maulwürfen verglichen werden, wird die Anlage scherzhaft als „Japans Maulwurfsbahnhof Nr. 1“ (jap. 日本一のモグラ駅 Nihon ichi no mogura-eki) bezeichnet.
Das Empfangsgebäude hat eine charakteristische dreieckige Eingangsfront, deren Form einer Schutzhütte nachempfunden ist. Es ist mit Quarzdiorit verkleidet, der beim Tunnelbau ausgehoben wurde. Die ungewöhnlich großzügig dimensionierte Eingangshalle enthält einen Warteraum sowie das Café Mogura („Maulwurfscafé“) mit Lounge im ehemaligen Stationsbüro, das mit den originalen Beschriftungen und Fahrscheinschaltern einen nostalgischen Eindruck hinterlässt. Neben dem Empfangsgebäude steht das Doai Village, eine Glamping-Anlage.
Herausragendes Merkmal des Bahnhofs ist die große Entfernung zwischen beiden Betriebsteilen. Um zum Tunnelbahnhof zu gelangen, ist ein rund fünfminütiger Fußmarsch erforderlich. Vom Zwischenkorridor hinter der Eingangshalle aus betritt man zunächst einen 143 Meter langen brückenartigen Verbindungsgang, der aufgrund seiner Bauweise aus Betonblöcken eher wie ein Tunnel wirkt. Dieser Teil führt über den Fluss Yubiso hinweg in den Berg hinein und enthält die ersten 24 Treppenstufen. Nach einem hölzernen Windbrecher folgt ein 338 Meter langer Treppengang mit 462 weiteren Treppenstufen. Beidseits der Treppe fließt warmes Wasser hinunter, das im Gestein versickert. Nach insgesamt 486 Treppenstufen ist der Bahnsteig im Tunnel erreicht, auf dem ein containerartiger Warteraum steht. Artikel über den Bahnhof bezeichnen ihn als düster und vergleichen ihn gern mit Szenen aus Horrorfilmen oder mit Dungeons in Computerspielen. Da im Tunnel das ganze Jahr über eine konstante Temperatur von 15 °C herrscht, nutzt eine lokale Mikrobrauerei einen Betriebsraum zur Lagerung von Craftbier.

## Gleise
| 1 (im Tunnel)   | ▉ Jōetsu-Linie | Echigo-Yuzawa • Urasa • Nagaoka • Niigata |
| 2 (oberirdisch) | ▉ Jōetsu-Linie | Minakami • Takasaki • Ōmiya • Tokio       |

## Bilder

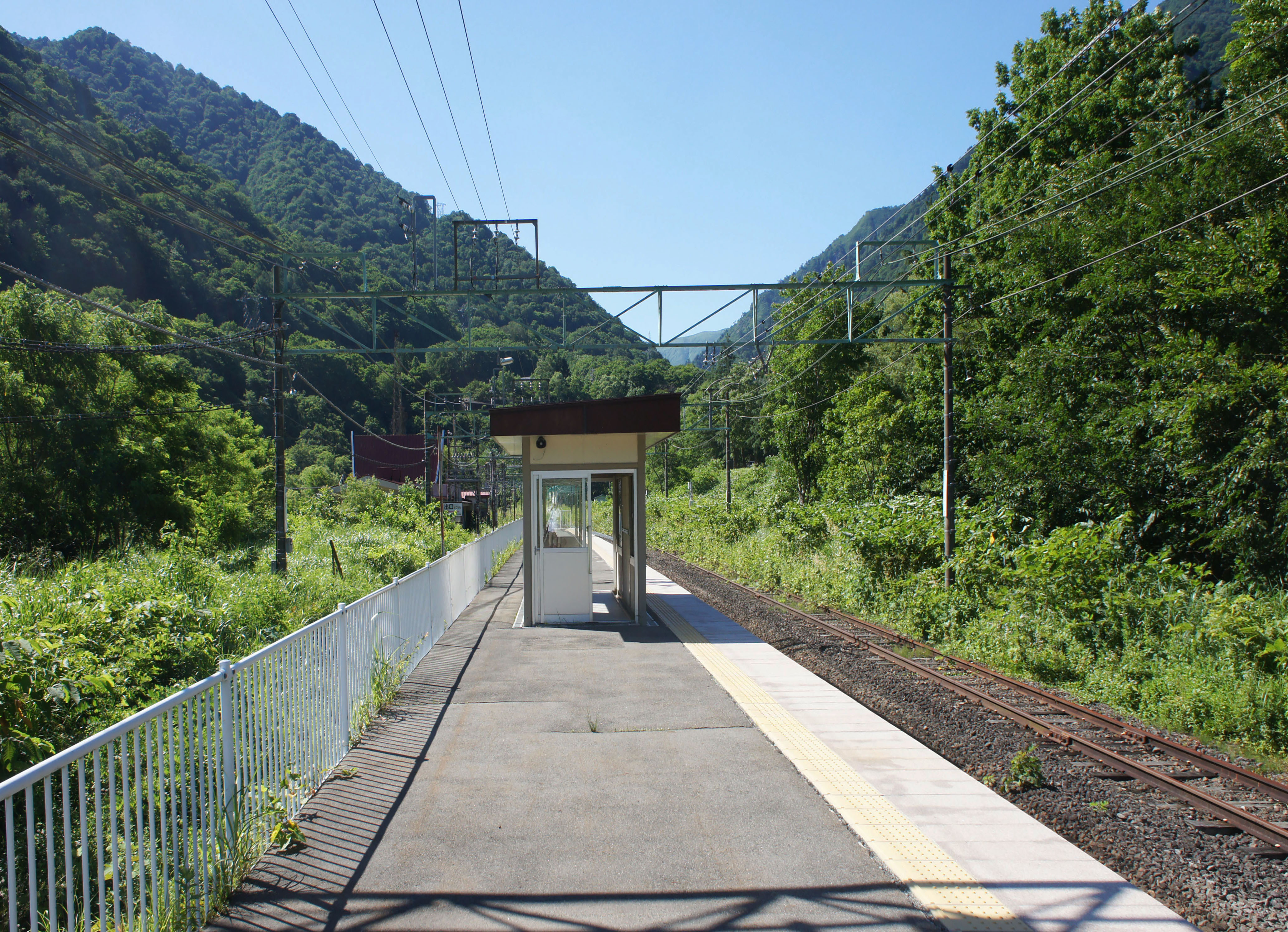
Oberirdischer Bahnsteig
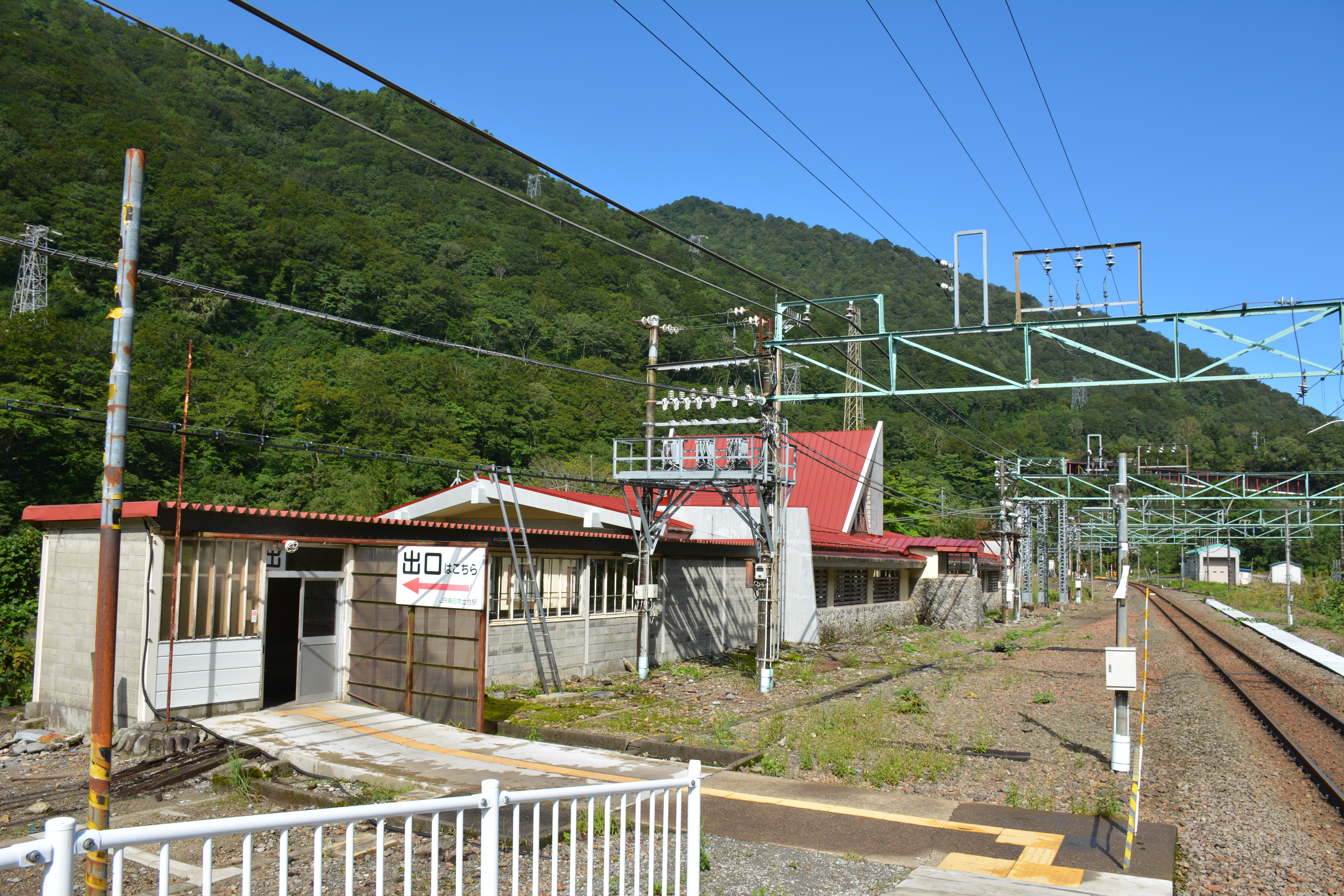
Empfangsgebäude von der Rückseite gesehen
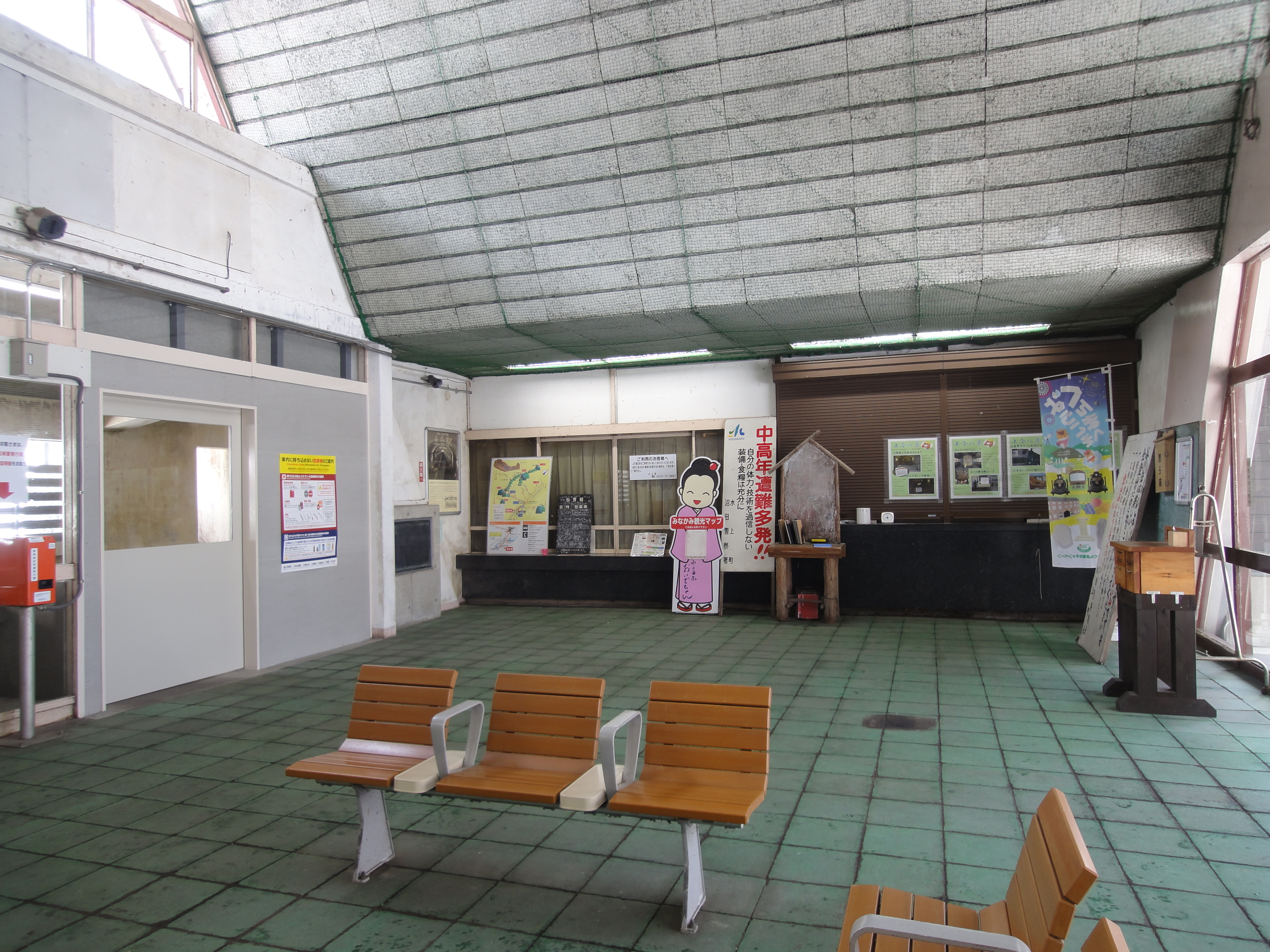
Eingangshalle
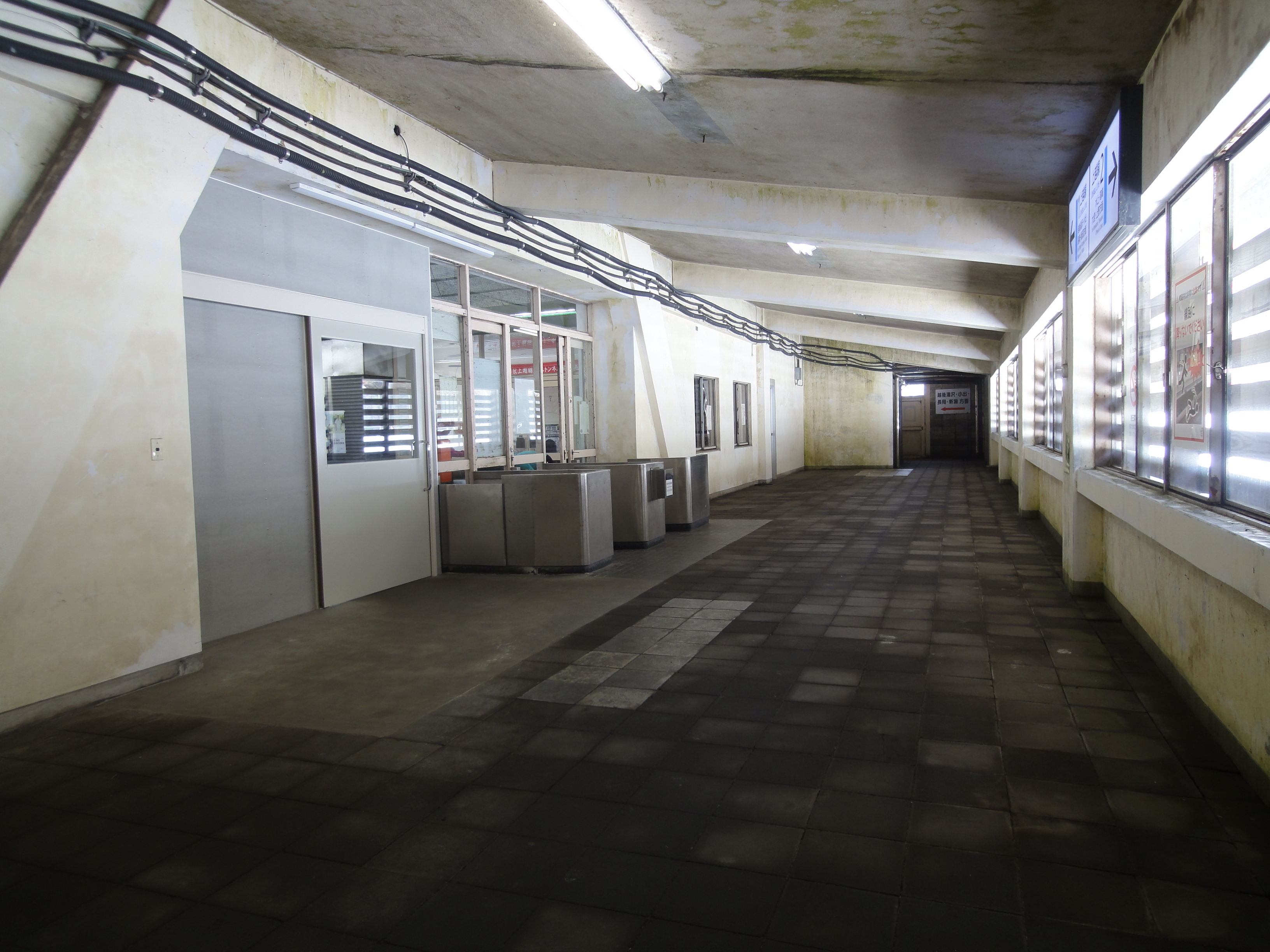
Zwischenkorridor
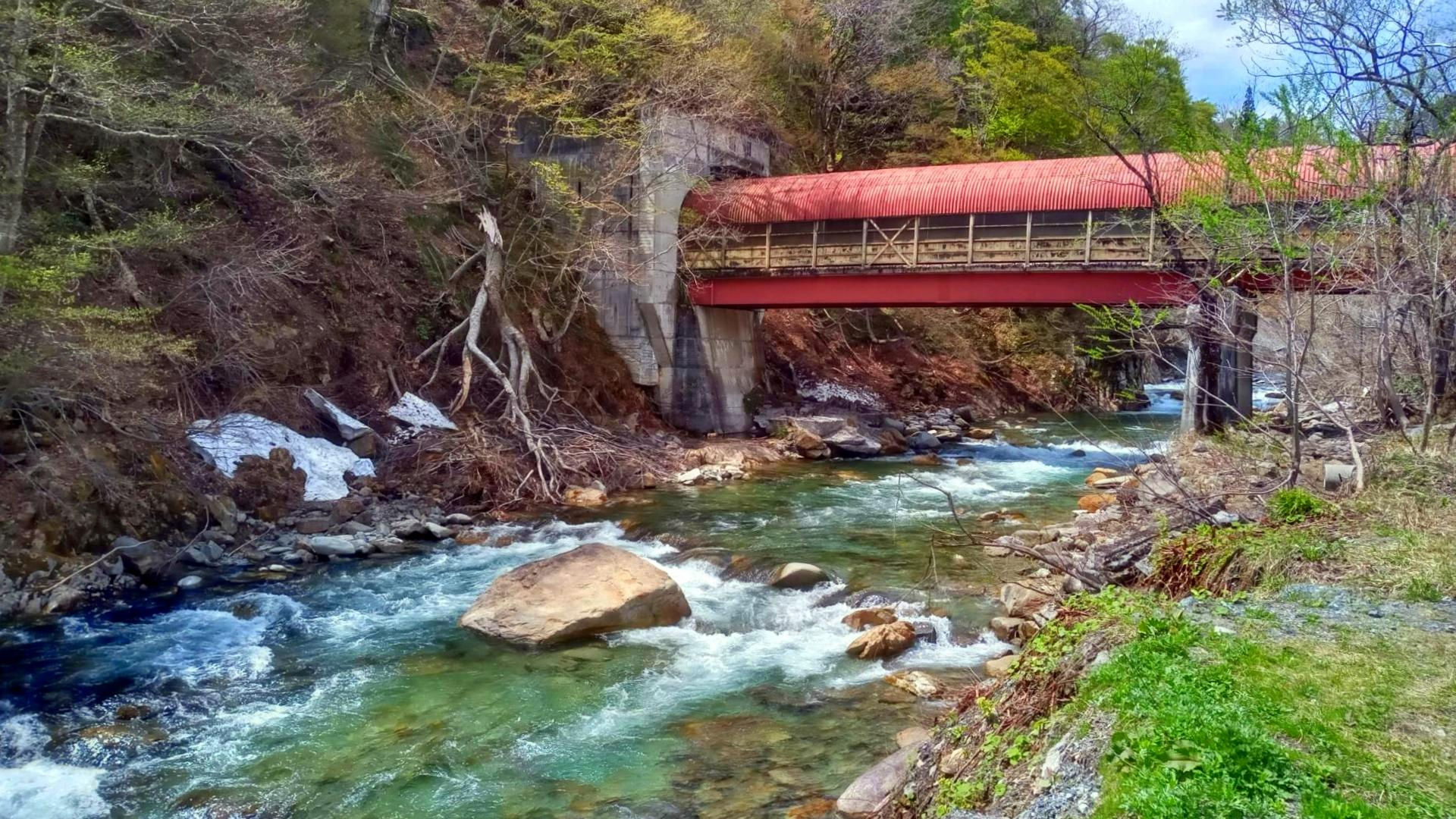
Verbindungsgang zum Tunnelbahnhof über den Yubiso
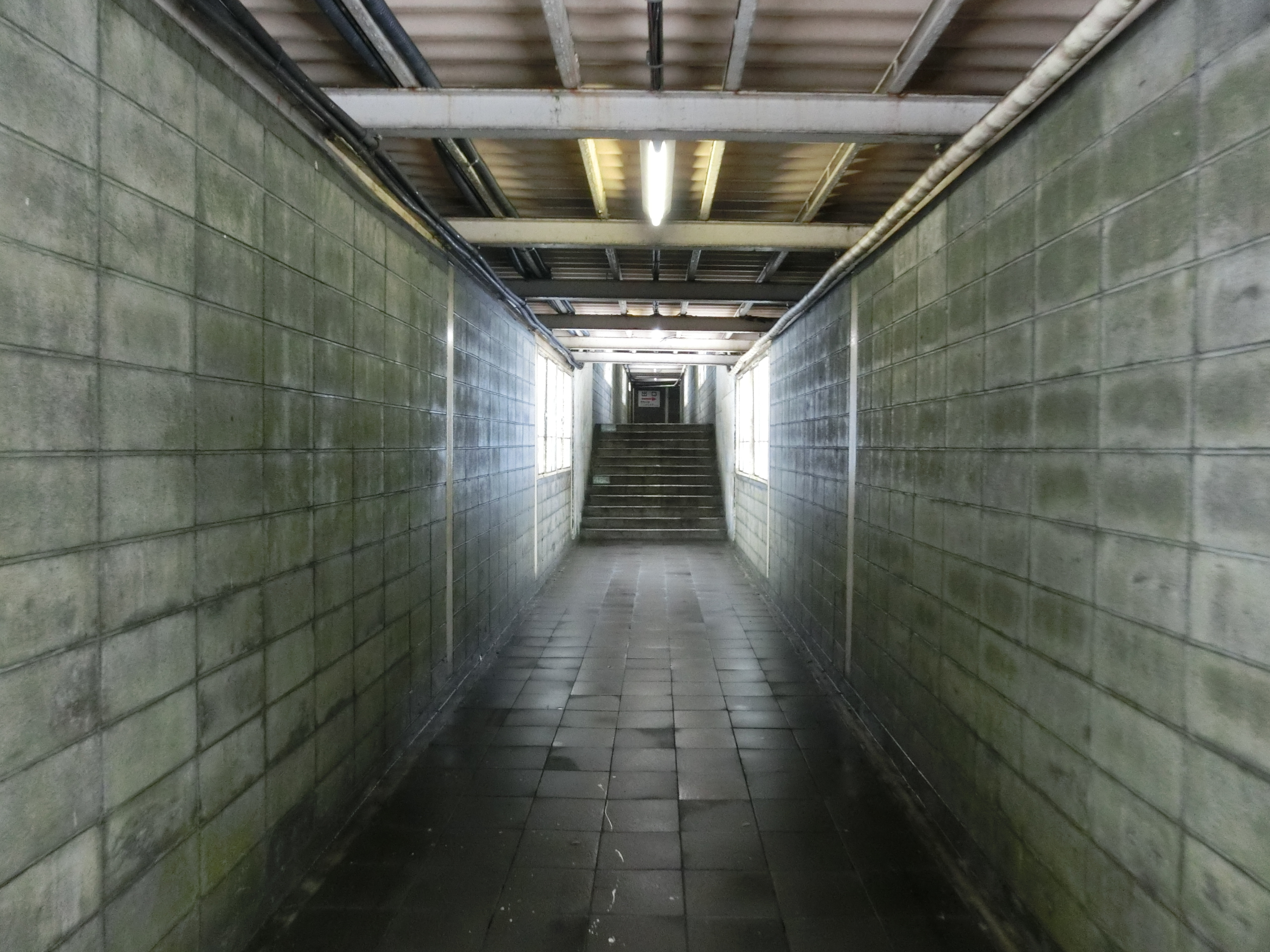
Im Innern des Verbindungsgangs
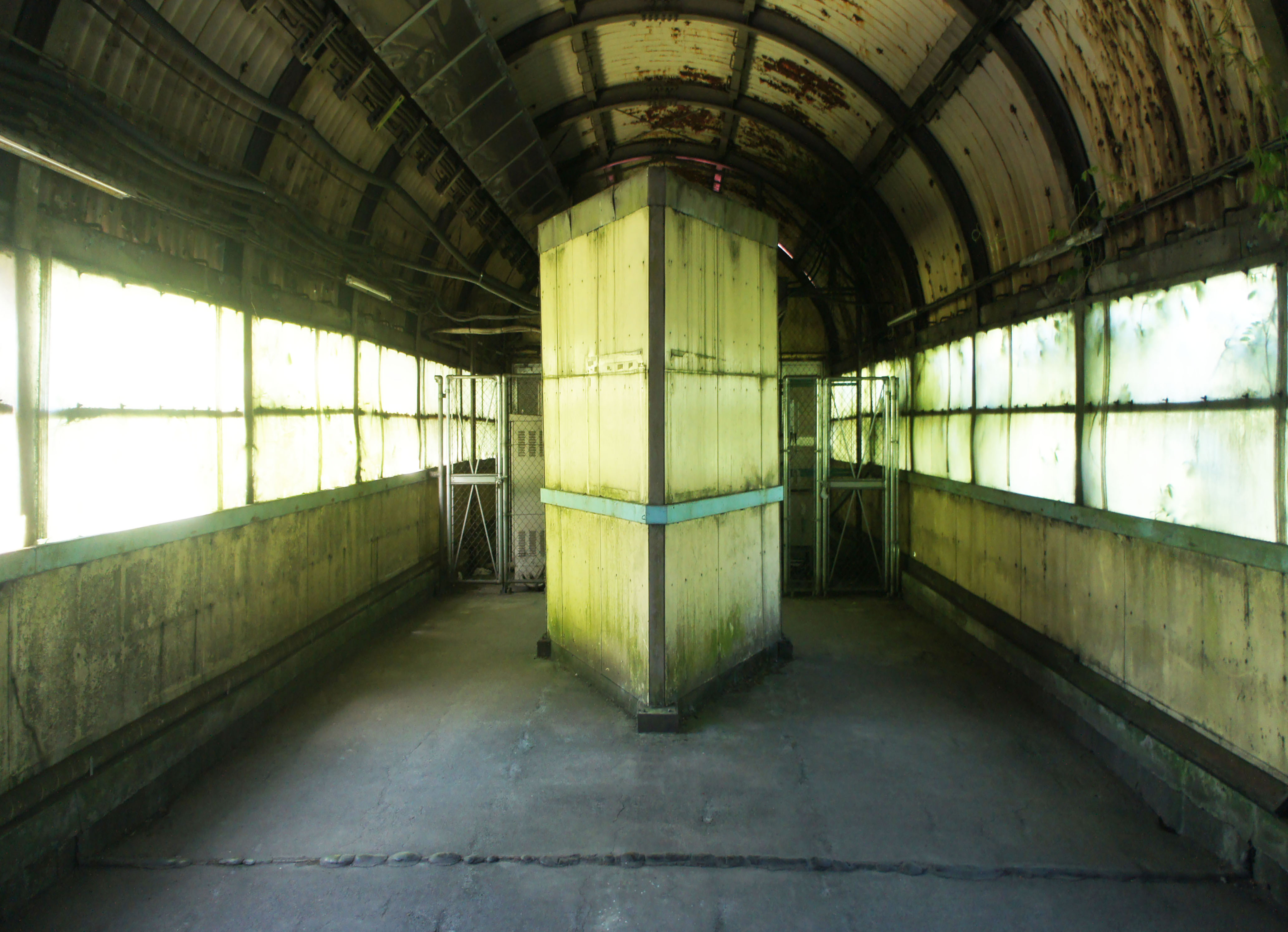
Windbrecher im Verbindungsgang
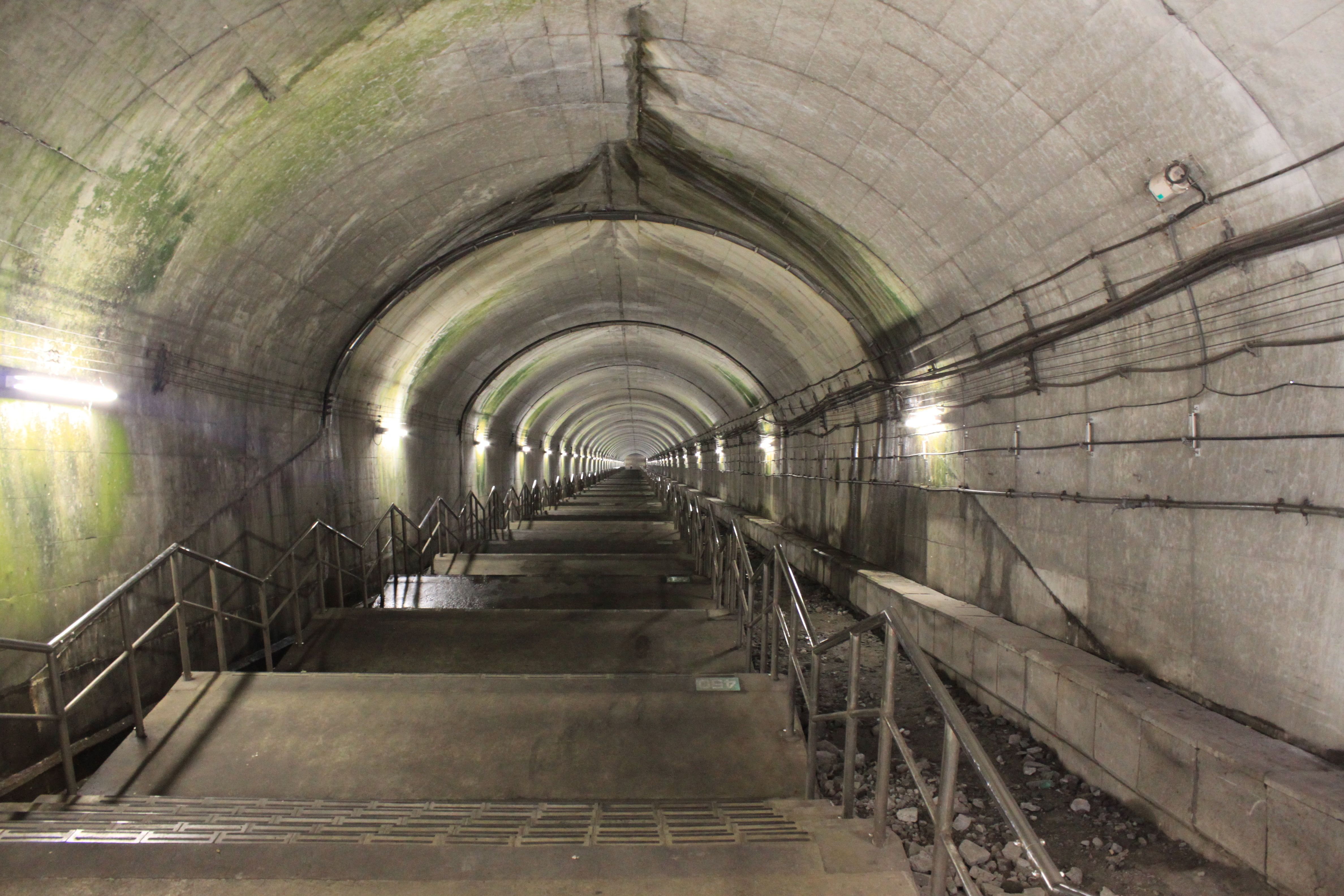
Haupttreppe von oben
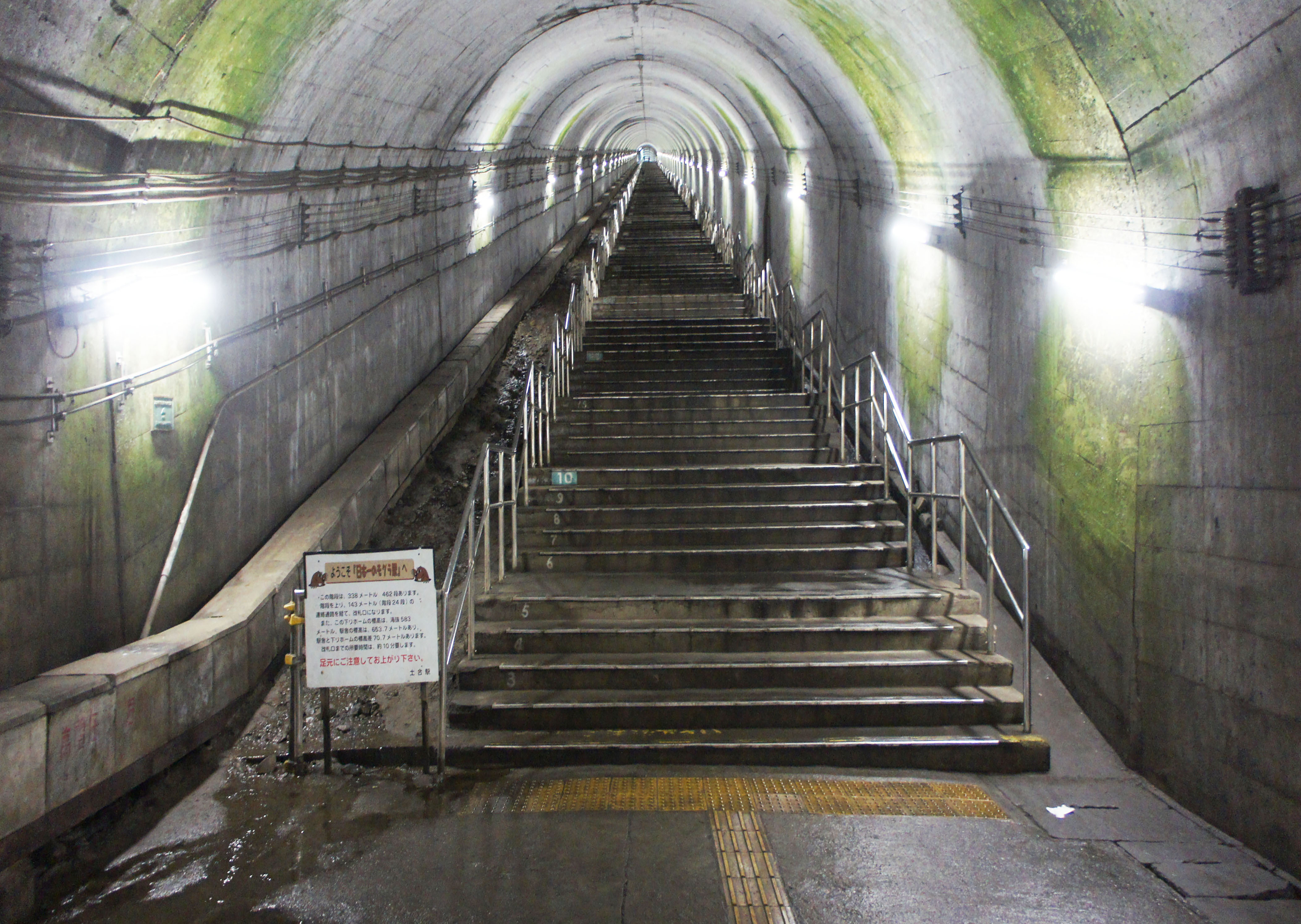
Haupttreppe von unten
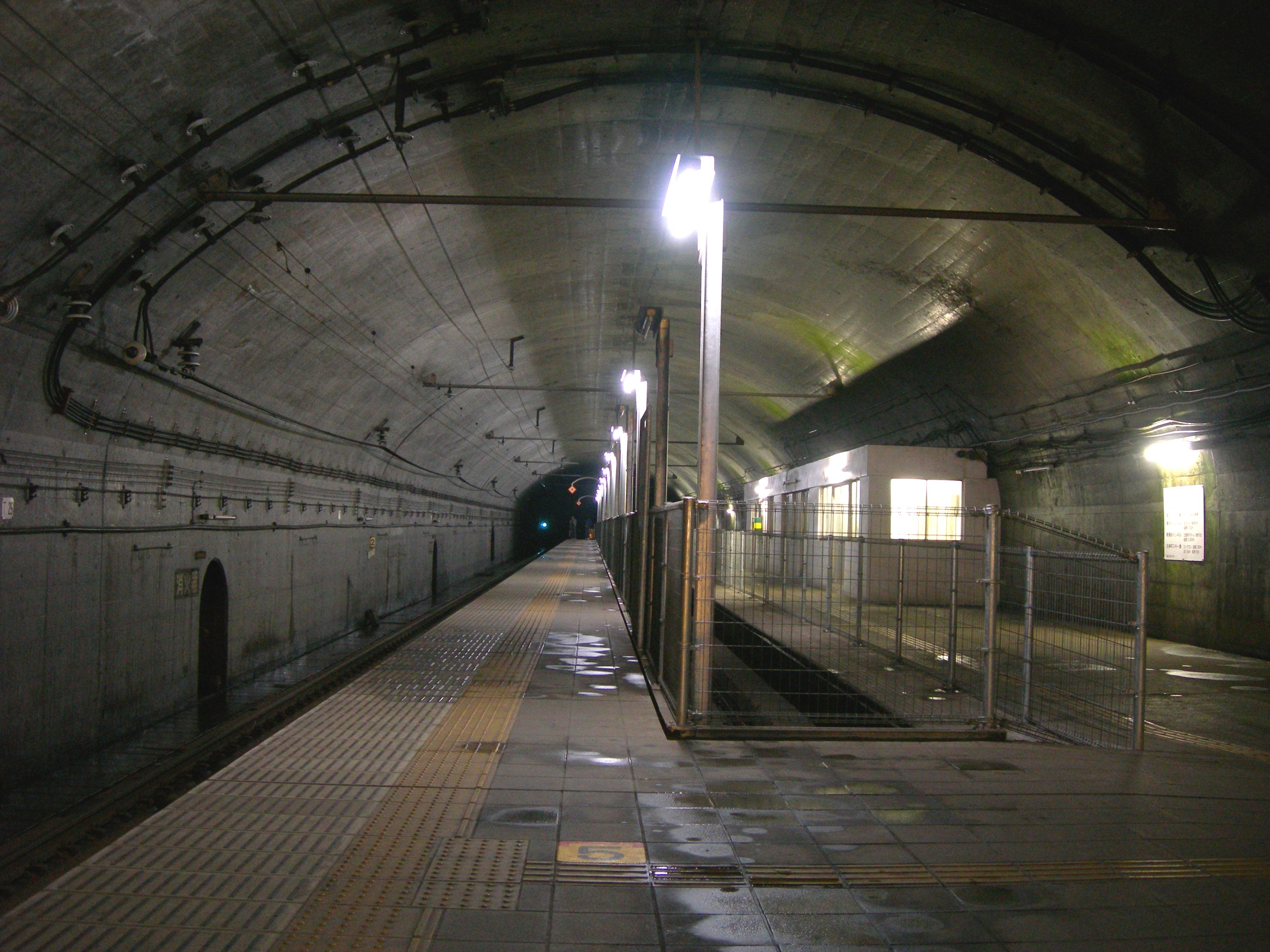
Tunnelbahnhof
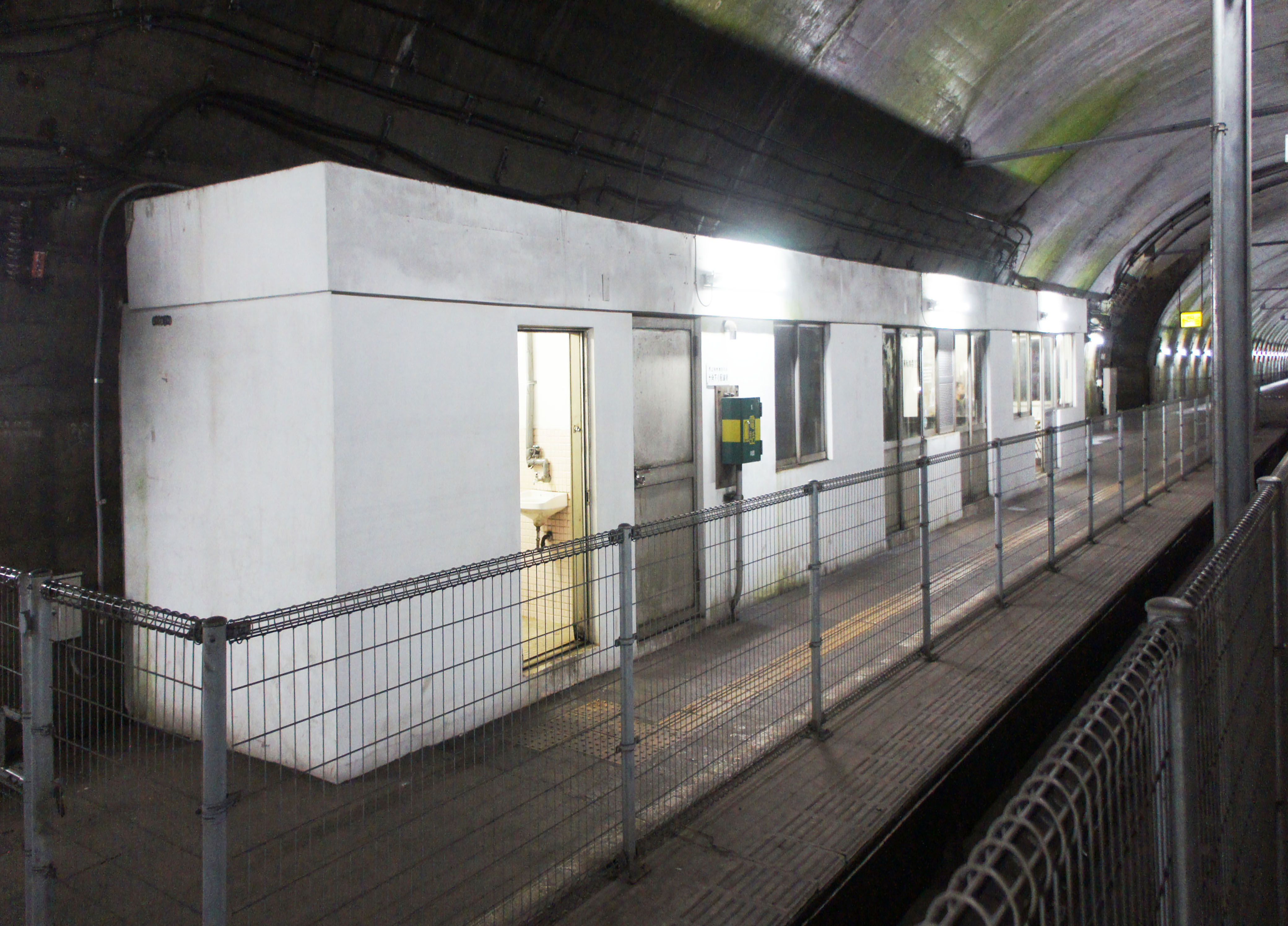
Warteraum im Tunnelbahnhof

## Linien
| Verlauf der Jōetsu-Linie |
| --- |
| Takasaki • Takasakitonyamachi • Ino • Shin-Maebashi • Gumma-Sōja • Yagihara • Shibukawa • Shikishima • Tsukuda • Iwamoto • Numata • Gokan • Kamimoku • Minakami • Yubiso • Doai • Tsuchitaru • Echigo-Nakazato • Iwappara Skiing Ground • Echigo-Yuzawa • Ishiuchi • Ōsawa • Jōetsu International Skiing Ground • Shiozawa • Muikamachi • Itsukamachi • Urasa • Yairo • Koide • Echigo-Horinouchi • Kita-Horinouchi • Echigo-Kawaguchi • Ojiya • Echigo-Takiya • Miyauchi (• Nagaoka) |

## Geschichte
Das Eisenbahnministerium eröffnete den oberirdischen Teil des Bahnhofs am 1. September 1931, zusammen mit dem von Minakami nach Echigo-Yuzawa führenden Teilstück der Jōetsu-Linie. Zunächst war er ein reiner Betriebsbahnhof für Zugkreuzungen. Ab dem 17. Dezember 1932 hielten vereinzelte Züge während der Wintersportsaison und seit dem 19. Dezember 1936 ist Doai ein regulärer Bahnhof. Von 1940 bis 1961 wurden hier auch Güter umgeschlagen. Das Wirtschaftswachstum der Nachkriegszeit führte zu einem markanten Anstieg des Verkehrsaufkommens zwischen Tokio und Niigata, weshalb die Japanische Staatsbahn die Jōetsu-Linie ab 1961 etappenweise zweigleisig ausbaute. Auf dem Gebirgsbahnabschnitt zwischen Minakami und Echigo-Nakazato verläuft die Trasse unter anderem durch zwei Kehrtunnel. In diesem Bereich entschloss sich die Staatsbahn dazu, das zweite Gleis durch zwei neue, tiefer gelegene Tunnel zu führen, um die steilsten Abschnitte zu umgehen. Nach vierjähriger Bauzeit ging das Herzstück des Ausbaus, der 13.490 m lange Shin-Shimizu-Tunnel, am 28. September 1967 in Betrieb.

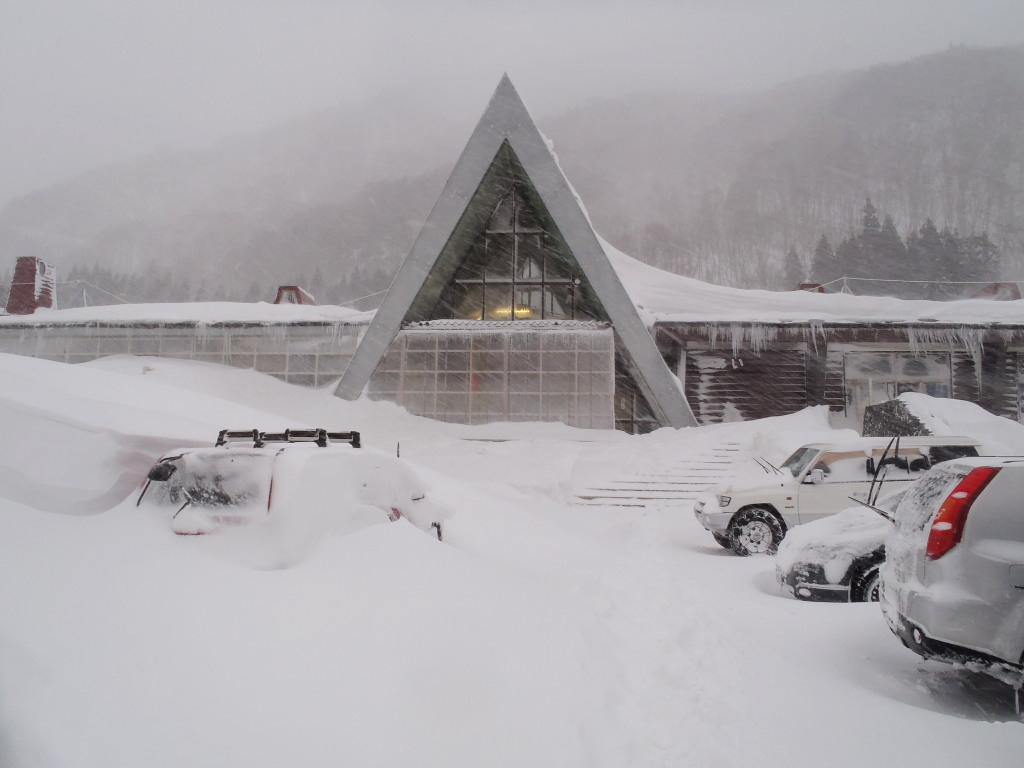
Empfangsgebäude bei heftigem Schneefall (März 2013)

Um die Bedienung Doais in beiden Richtungen zu gewährleisten, erhielt der Bahnhof tief unten im Tunnel einen zweiten Bahnsteig; seither halten südwärts fahrende Züge weiterhin oberirdisch, nordwärts fahrende hingegen im Tunnel. Die Umbau- und Erweiterungsarbeiten am oberirdischen Teil des Bahnhofs waren im Oktober 1968 abgeschlossen. Seit seiner Eröffnung ist der Bahnhof überwiegend bei Bergwanderern beliebt, da sie von hier aus den Tanigawa-dake erreichen können. Die Eröffnung der Jōetsu-Shinkansen und der Kan’etsu-Autobahn führte jedoch zu einem deutlichen Rückgang der Benutzerzahlen, weshalb der Bahnhof seit dem 14. März 1985 nicht mehr mit Personal besetzt ist. Im Rahmen der Staatsbahnprivatisierung ging er am 1. April 1987 in den Besitz der neuen Gesellschaft JR East über.
Über die Jahre entwickelte sich der Bahnhof zu einer Touristenattraktion und begann zahlreiche Besucher anzulocken, die ihn nicht als Fahrgäste nutzen, sondern ihn wegen seines bisweilen gruseligen Flairs und seiner Darstellung in verschiedenen Medien (beispielsweise in der Manga-Serie Yama no Susume) besichtigen. Es gab eine Reihe von Vorfällen, bei denen Bergwanderer unerlaubterweise im Warteraum übernachteten und dabei Gaskocher und andere Geräte für die Zubereitung von Mahlzeiten benutzten. Der Raum wurde im April 2016 vorübergehend geschlossen; seither führen Bahnmitarbeiter und Polizisten regelmäßig Kontrollgänge durch. JR East und ihre Tochtergesellschaft JR East Startup suchten nach Möglichkeiten zur besseren Nutzung des touristischen Potenzials. Im Februar und März 2020 war probeweise die Glamping-Einrichtung Doai Village in Betrieb. Im August desselben Jahres folgte die Eröffnung des Café Mogura im ehemaligen Stationsbüro und seit November 2020 ist das Doai Village dauerhaft geöffnet.